# UB40

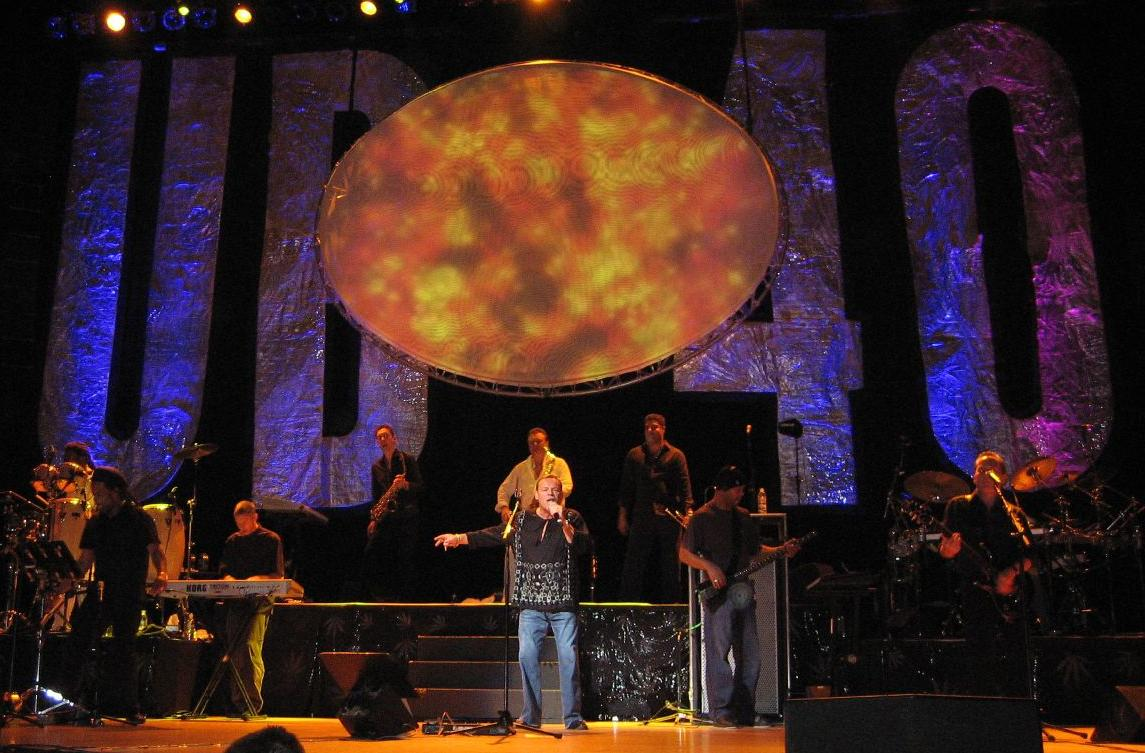
UB40 en concert el 2006

UB40 és un grup anglès de música reggae pop inspirat alhora de tradicions diverses (celtes, africanes o jamaicanes per exemple). La formació es va crear a Birmingham el 1978, i prengueren el seu nom d'un formulari (Unemployment Benefits 40) amb el qual els aturats poden demanar un ajut. Tot i gaudir de certa notorietat al Regne Unit no va ser fins al 1984 amb la seva versió de Red Red Wine, una cançó de Neil Diamond que tingueren èxit mundialment.
UB40 és un dels grups que més venda de discos ha aconseguit mundialment, amb més de 70 milions d'àlbums venuts.

## Discografia
- Signing Off (1980)
- Present Arms (1981)
- Present Arms in Dub (1981)
- UB44 (1982)
- UB40 Live (1983)
- Labour of Love (1983)
- Geffery Morgan (1984)
- Baggariddim (1985)
- Rat in the Kitchen (1986)
- UB40 CCCP: Live in Moscow (1987)
- The Best of UB40 - Volume One (1987)
- UB40 (album)|UB40 (1988)
- Labour of Love II (1989)
- Promises and Lies (1993)
- The Best of UB40 - Volume Two (1995)
- Guns in the Ghetto (1997)
- UB40 Present the Dancehall Album (1998)
- Labour of Love III (1998)
- The Very Best of UB40 (2000)
- Cover Up (2001)
- Homegrown (2003)
- Who You Fighting For ? (2005)
- Live At Montreux 2002 (2007)
- TwentyFourSeven (2008)
- The Lost Tapes : Live At The Venue 1980 (2008)
- Best of Labour of Love (2009)
- Labour of Love IV (2010)